# Rhampholeon
Rhampholeon là một chi tắc kè nhỏ trong họ Chamaeleonidae. Chúng thường có thể tìm thấy ở vùng Đông Phi.

## Các loài
Có khoảng 19 loài được ghi nhận thuộc chi này như:
- Rhampholeon acuminatus Mariaux & Tilbury, 2006
- Rhampholeon beraduccii Mariaux & Tilbury, 2006
- Rhampholeon boulengeri Steindachner, 1911
- Rhampholeon bruessoworum Branch, Bayliss & Tolley, 2014
- Rhampholeon chapmanorum Tilbury, 1992
- Rhampholeon gorongosae Broadley 1971
- Rhampholeon hattinghi Tilbury & Tolley, 2015
- Rhampholeon marshalli Boulenger, 1906
- Rhampholeon maspictus Branch, Bayliss & Tolley, 2014
- Rhampholeon moyeri Menegon, Salvidio & Tilbury, 2002
- Rhampholeon nchisiensis (Loveridge, 1953)
- Rhampholeon nebulauctor Branch, Bayliss & Tolley, 2014
- Rhampholeon platyceps Günther, 1893
- Rhampholeon spectrum (Buchholz, 1874)
- Rhampholeon spinosus (Matschie, 1892)
- Rhampholeon temporalis (Matschie, 1892)
- Rhampholeon tilburyi Branch, Bayliss & Tolley, 2014
- Rhampholeon uluguruensis Tilbury & Emmrich, 1996
- Rhampholeon viridis Mariaux & Tilbury, 2006